# Verrucella verriculata
Verrucella verriculata är en korallart som först beskrevs av Milne Edwards 1857.  Verrucella verriculata ingår i släktet Verrucella och familjen Ellisellidae. Inga underarter finns listade i Catalogue of Life.